# プンサンケ
『プンサンケ』（原題：풍산개）は、2011年の韓国映画。製作・脚本をキム・ギドクが担当し、同監督作品の『絶対の愛』や『ブレス』で助監督のチョン・ジェホンが監督を務めた。
タイトルの「プンサンケ」（豊山犬）とは北朝鮮の狩猟犬の種類であり、主人公の運び屋が愛用するタバコの銘柄でもある。第12回東京フィルメックスの作品紹介では映画名を「豊山犬」（ぷんさんけん）と記載している。

## ストーリー
38度線を飛び越え韓国と北朝鮮を行き来する運び屋「プンサンケ」（ユン・ゲサン）は、韓国に亡命した北朝鮮高官の愛人イノク（キム・ギュリ）を韓国に連れて来るという依頼を受ける。極寒の川を渡り困難を乗り越えながら国境を越えるなかで、イノクは運び屋に好意を抱くようになる。依頼どおりにイノクを韓国に亡命させた男であったが、依頼人の裏切りによって韓国の情報員に捕らえられる。激しい拷問にも必死に抵抗するが、情報員から北朝鮮に捕らえられた情報員を救出する代わりにイノクと共に国外脱出できるという交換条件を与えられる。

## キャスト
- プンサンケ：ユン・ゲサン
- イノク：キム・ギュリ
- 亡命者：キム・ジョンス
- 国家情報院チーム長：チェ・ムソン
- 暗殺団幹部：ユ・ハボク
- 暗殺団：キム・ジョンソク
- ヌクテ：ペ・ヨングン
- サンチョル：チョ・ジェリョン
- ヨンナム：キム・ヨンフン
- 北朝鮮軍：オダギリジョー（カメオ出演）